# أل جونز (مغن مؤلف)
أل جونز (بالإنجليزية: Al Jones)‏ هو مغن مؤلف بريطاني، ولد في 31 أكتوبر 1945 في سافرون والدن ‏ في المملكة المتحدة، وتوفي في 1 يونيو 2008.

## وصلات خارجية
- أل جونز على موقع ميوزك برينز (الإنجليزية)
- أل جونز على موقع أول ميوزيك (الإنجليزية)
- أل جونز على موقع ديسكوغز (الإنجليزية)